# Cupa Bulgariei
Cupa Bulgariei a luat ființă în 1938 și cea de a doua competiție fotbalistică ca importanță după campionatul intern A PFG.

## Istoric
Prima ediție a Cupei Bulgariei a avut loc în anul 1938 sub numele de Cupa Țarului. După instaurarea regimului comunist, în 1942 Competiția se va numi Cupa Armatei Sovietice. Principala deținătoare a trofeului este PFC Levski Sofia.

## Deținătoarele trofeului

### Cupa Țarului
| Anul | Campioana    | Finalista         | Scor | Data         | Loc      |
| ---- | ------------ | ----------------- | ---- | ------------ | -------- |
| 1938 | FK-13 Sofia  | Levski Ruse       | 3:0  | 3 octombrie  | Sofia    |
| 1939 | Shipka Sofia | Levski Ruse       | 2:0  | 3 octombrie  | Sofia    |
| 1940 | FK-13 Sofia  | Sportklub Plovdiv | 2:1  | 13 octombrie | Sofia    |
| 1941 | AS-23 Sofia  | Napredak Ruse     | 4:2  | 3 octombrie  | Bazargic |
| 1942 | Levski Sofia | Sportklub Plovdiv | 3:0  | 3 octombrie  | Sofia    |